# Nicomedes II của Bithynia
Nicomedes II Epiphanes (Νικομήδης Β 'ὁ Ἐπιφανής) là vua của Bithynia từ 149 đến khoảng năm 127 trước Công nguyên. Ông là hậu duệ đời thứ tư của vua Nicomedes I. Nicomedes II là con trai và người kế vị của Prusias II và Apame IV. Cha mẹ ông có họ hàng với nhau, đầu tiên họ là anh em họ.
Ông đã rất được lòng dân những người mà khiến cha ông gửi ông tới Rome để hạn chế ảnh hưởng của ông. Tuy nhiên ở Rome, ông cũng nhận được sự ủng hộ từ viện nguyên lão La Mã, buộc Prusias phái một sứ giả với nhiệm vụ bí mật là ám sát ông. Nhưng vị sứ giả đã tiết lộ câu truyện, và thuyết phục hoàng tử nổi loạn chống lại cha mình.
Được hỗ trợ bởi Attalus II, vua của Pergamum, ông đã thành công, và ra lệnh cha mình phải bị giết chết tại Nicomedia. Trong thời gian cai trị lâu dài của Nicomedes, ông đều tôn trọng liên minh với La Mã, và giúp họ chống lại Aristonicus của Pergamum. Ông được kế vị bởi con trai mình.